# Roy Atwell
John Leroy Atwell (2 de mayo de 1878 - 6 de febrero de 1962) fue un actor, comediante y compositor. Se formó en la Escuela de Actuación Sargent, y apareció en 34 películas entre 1914 y 1947. Así como en cine, apareció en varias producciones de Broadway, incluyendo La pequeña señora, El mundo de la mímica, La luciérnaga, y ¿Cómo está tu salud?. Fue miembro de Fortune Gallo San Carlo Opera Company, y se unió a la ASCAP en 1957. Compuso la canción popular "Algún pequeño chinche va a encontrarte" (1915). Estuvo casado tres veces, con Blanche West (1907 -?), con Dorothy Young (1913 - 1916), y con Ethel Smith (1916-1936), habiéndose divorciado de todas ellas. Roy Atwell, hijo de Joseph Addison Atwell, es un descendiente directo de Joseph Atwell (1754-1834), un soldado de la guerra revolucionaria que en 1792 compró tierras en la vía militar en el estado de Nueva York que era entonces la frontera, y se construyó una casa ("Atwell's Corners") en lo que hoy se conoce como Pompey Hollow del sur de Siracusa en Nueva York, cerca de Cazenovia. Él escribió la letra de una canción, "Cuando un pedazo de pan tostado trepa por la pata de tu cama con un cigarro".

## Filmografía
1947 Cuando hay vida (Vendedor)
1946 Señor Joe Palooka
1946 La Gente es Divertida (Sr. Pippensiegal)
1942 En la Flota (Arthur Sidney)
1937  Blancanieves y los Siete Enanitos (Doc -Sabio-)
1937 Detrás del Micro (Vale)
1937 El Show Varsity (Prof. Washburn)
1936 El Recolector (Jake Eben)
1933 Estrellarse en la Puerta
1926 El Forastero  (Jerry Sidón)
1923 Venta de Almas  (Arthur Tirrey)
1922 Romance Rojo Pasión (Jim Conwell)
1922 No Seas Personal (Horace Kane)
1922 Gran Robo (Harkness Boyd)
1922 Al Sur de Suva (Marmaduke Grubb)
1922 El Especialista del Corazón